# Viera Pavlechová
Viera Pavlechová (* 2. června 1953) byla slovenská politička za Stranu demokratické levice, po sametové revoluci československá poslankyně Sněmovny národů Federálního shromáždění.

## Biografie
Ve volbách roku 1992 byla za SDĽ zvolena do slovenské části Sněmovny národů. Ve Federálním shromáždění setrvala do zániku Československa v prosinci 1992. Ve krajských volbách roku 2001 kandidovala neúspěšně za SDĽ do zastupitelstva Žilinského kraje. V roce 2009 se jistá Ing. Viera Pavlechová uvádí jako přednostka Krajského pozemkového úřadu v Žilině.